# Toma de Gibraltar (1411)
La toma de Gibraltar de 1411 supuso la reconquista nazarí de la ciudad, que se había rebelado contra su dominio y entregado a los benimerines. Fue el sexto de los grandes sitios acontecidos en Gibraltar.

## Historia
Molestos con el opresivo dominio nazarí, los gibraltareños clamaron por su antiguos reyes y libertades y se amotinaron. Expulsando a la guarnición nazarí, decidieron entregarse a los benimerines. El sultán Abu Said Uthman III, deseoso de alejar de la corte de Fez a su poderoso hermano y homónimo Abu Said, le envió a Gibraltar con un ejército de 1000 jinetes y 2000 infantes, con el encargo de recuperar los antiguos territorios benimerines en España, usurpados por los nazaríes. El príncipe meriní fue recibido con júbilo y, además del Campo de Gibraltar, recibió el homenaje de Manilva, Marbella, Casares (Málaga), Benahavís y algunos pueblos de la Serranía de Ronda.
Yusuf III de Granada acordó una nueva tregua con el infante Fernando de Castilla, tutor de Juan II de Castilla, que había conquistado Antequera, y se dirigió con rapidez para sitiar Gibraltar. Abu Said, confiado en la fortaleza de su plaza, realizó numerosas salidas contra el invasor. Ante sus constantes acometidas, el emir Yusuf, falto de víveres, se planteó levantar el cerco. 
Sin embargo, los defensores también acusaban la carencia de pertrechos. Abu Said pidió ayuda a su hermano el sultán, que no le envió más que unos pocos navíos mal equipados con escasas municiones y víveres. Los cuales, para colmo, cayeron en manos de los granadinos. Abu Said sospechaba que su hermano, que deseaba deshacerse de él, había avisado en secreto a sus enemigos.
Abandonado por la perfidia del sultán benimerí, y falto de pertrechos para sostenerse, a pesar de su fuerte posición, Said decidió finalmente rendir la plaza, retornando así al dominio nazarí.
Abu Said fue cómodamente encerrado en la Alhambra, a pesar de los ruegos del sultán meriní, que prometió fuertes sumas de dinero, la paz y apoyo militar al emir nazarí a cambio de que asesinara. Sin embargo, Yusef, ante las turbulencias políticas de los benimerines, consideró que valía más vivo, y le mantuvo bien atendido. Cuando el sultán Abu Said Uthman III fue asesinado en 1420, Abu Said fue puesto en libertad y enviado al Norte de África, donde rindió grandes servicios a los granadinos, aunque no lograra ocupar el trono de su hermano.